# ヘニング・ベルグ
ヘニング・シュティレ・ベルグ（Henning Stille Berg (ノルウェー語発音: [ˈhɛ̀nːɪŋ ˈstɪ̀lːə ˈbærɡ]、1969年9月1日 - ）は、ノルウェー・エイズボル出身の元サッカー選手。元ノルウェー代表。現役時代のポジションはセンターバック及び右サイドバック。現サッカー指導者。
1988年から2004年のプロ生活の中では、母国のヴォレレンガ・フォトバルとリールストロムSKでプレイした後、プレミアリーグ史上初の異なる2クラブでリーグタイトルを獲得した選手となり、スコットランド1部のレンジャーズで現役引退をした。ノルウェー代表としては100試合9得点を記録している。
2005年にFKリンで指導者としてのキャリアを始めたベルグは、リールストロムを経て2012年にブラックバーンに戻るも、10試合で僅か1勝しか挙げることが出来ず、就任してから57日後に解雇された。

## 選手経歴

### クラブ
エイズボルに生まれたベルグは、イングランドへ渡る前に母国のヴォレレンガ・フォトバル、リールストレームSKでプレイしていた。1992年10月14日にブラックバーン・ローバーズFCのケニー・ダルグリッシュ監督はトーレ・ペデルセンを勧誘するため、ウェンブリー・スタジアムでのイングランド対ノルウェーを視察に向かった。同試合では目当てのペデルセンはベルグと負傷交代してしまったが、そのベルグのプレイに感銘を受けたことでオファーをし、1992-93シーズン途中の1993年1月に移籍金40万ポンドでイングランド1部のブラックバーン・ローヴァーズと契約した。
同年2月2日のクリスタル・パレスFC戦（ホーム1-2敗北）に途中出場で初出場を飾って以降、すぐに右サイドバックのポジションを掴み、1994-95シーズンはダルグリッシュ監督の下で欠場僅か2試合と中心選手としてリーグ優勝に貢献した。右サイドバック、そしてセンターバックとしても安定した活躍を見せていたことから、名将アレックス・ファーガソンの目に留まり、1997年、当時のイングランドサッカー界のディフェンダーとして史上最高額となる移籍金500万ポンドでマンチェスター・ユナイテッドFCと契約を果たした。ちなみにベルグが青年だった9年前に、ファーガソン監督は獲得を希望していたものの、労働許可証が取得出来ずに断念していた。
マンチェスター・ユナイテッドでは、1998-99、1999-2000シーズンに2度のリーグ優勝、1998-99のFAカップ、UEFAチャンピオンズリーグ 1998-99に優勝を経験。3冠を達成した1998-99シーズンは、負傷により2つのカップ戦決勝で欠場を余儀なくされたものの、チャンピオンズリーグ準々決勝のインテルナツィオナーレ・ミラノ戦で多くのファンの記憶に残る活躍を見せた。また、1999年にリーグを制したことでプレミアリーグ史上初の異なる2クラブでリーグタイトルを獲得した選手となり、この偉業を達成した選手は2009年までにベルグ1人であった（2010年からニコラ・アネルカ、アシュリー・コール、ガエル・クリシー、コロ・トゥーレ、カルロス・テベスも達成）。
ベルグは、マンチェスター・ユナイテッド加入1季目である1997-98シーズンはレギュラー起用されていたものの、1998-99シーズンにヤープ・スタム加入してから控えにまわるようになり、1999-2000シーズンは同胞のロニー・ヨンセンが負傷した場合にのみ先発起用される状態となっていたため、2000年9月にグレアム・スーネス監督率いる古巣ブラックバーンへ3ヶ月の期限付き移籍を経て完全移籍をし、2部にいたクラブを見事1部へと昇格させる原動力となった。1部復帰1季目の2001-02シーズンは、カーディフのミレニアム・スタジアムでのフットボールリーグカップ決勝でトッテナム・ホットスパーFCを2-1で破り、主将として優勝カップを掲げた。
その後、2003年にスコットランド1部のレンジャーズと契約し、同2003-04シーズンを以って現役引退をした。

### 代表
1992年5月のフェロー諸島との親善試合でノルウェー代表として初出場を飾って以降、1994年、1998年のワールドカップ、UEFA EURO 2000と主要大会に3度出場。2004年5月のウェールズとの親善試合でクラウス・ルンデクヴァン (en) と早期交代したのが最後の試合となった。代表通算100試合9得点を記録した。

## 指導者時代

### リン
35歳の2005年4月22日にFKリンの監督として4年契約を締結。その2日後のIKスタルト戦 (1-1) で初指揮、翌週のモルデFK戦 (6-1) で初勝利を飾った。同シーズンのクラブは3位でリーグ戦を終えた。

### リールストロム
リンを指揮する中での2008年8月19日に選手時代を過ごしたリールストロムからの申し出を受け入れたことを発表し、10月21日に正式に5年契約を締結。2011年10月27日に成績不振とクラブの内紛から、シーズン終了残り3試合で解任された。

### ブラックバーン
リールストロム後は地元テレビ局で評論家として仕事をしていたベルグに対し、選手時代を過ごしたブラックバーンから監督就任の要請がかかり、2012年10月31日に申し出を受け入れた。
11月3日のクリスタル・パレス戦（アウェイ0-2敗北）で初指揮、11月7日のピーターバラ・ユナイテッドFC戦（アウェイ4-1勝利）で初勝利を記録するも、10試合で1試合しか勝利に導くことが出来ず、就任してから僅か57日後の12月27日に解雇された。これを受けベルグは賃金不払い理由に裁判所に申し立て手続きをし、2013年4月30日に裁判所はブラックバーンにベルグへ225万ポンドを支払うことを命じた。

### レギア・ワルシャワ
2013年12月18日、ポーランドのレギア・ワルシャワの監督に就任することが発表された。契約期間は2年半。

### ヴィデオトン
2016年5月5日、ヴィデオトンFCの監督に就任した。

## 代表歴

### 出場大会
- ノルウェー代表
  - 1994 FIFAワールドカップ
  - 1998 FIFAワールドカップ

### 試合数
- 国際Aマッチ 100試合 9得点（1992年-2004年）[18]

| ノルウェー代表 | 国際Aマッチ | 国際Aマッチ |
| 年             | 出場        | 得点        |
| -------------- | ----------- | ----------- |
| 1992           | 5           | 0           |
| 1993           | 5           | 0           |
| 1994           | 13          | 2           |
| 1995           | 10          | 2           |
| 1996           | 7           | 0           |
| 1997           | 7           | 0           |
| 1998           | 13          | 2           |
| 1999           | 5           | 0           |
| 2000           | 11          | 2           |
| 2001           | 8           | 0           |
| 2002           | 9           | 1           |
| 2003           | 6           | 0           |
| 2004           | 1           | 0           |
| 通算           | 100         | 9           |

## 監督成績
2020年1月4日現在
| クラブ                       | 国               | 就任           | 退任           | 記録 | 記録 | 記録 | 記録 | 記録   |
| クラブ                       | 国               | 就任           | 退任           | 試合 | 勝ち | 分け | 負け | 勝率 % |
| ---------------------------- | ---------------- | -------------- | -------------- | ---- | ---- | ---- | ---- | ------ |
| リン                         | ノルウェーの旗   | 2005年4月22日  | 2008年9月9日   | 89   | 37   | 23   | 29   | 041.57 |
| リールストロム               | ノルウェーの旗   | 2008年10月21日 | 2011年10月26日 | 90   | 28   | 28   | 34   | 031.11 |
| ブラックバーン・ローヴァーズ | イングランドの旗 | 2012年10月31日 | 2012年12月27日 | 10   | 1    | 3    | 6    | 010.00 |
| レギア・ワルシャワ           | ポーランドの旗   | 2014年1月1日   | 2015年10月4日  | 97   | 60   | 16   | 21   | 061.86 |
| ヴィデオトン                 | ハンガリーの旗   | 2016年5月5日   | 2017年6月3日   | 33   | 18   | 8    | 7    | 054.55 |
| スターベク                   | ノルウェーの旗   | 2018年7月4日   | 2019年6月6日   | 23   | 5    | 7    | 11   | 021.74 |
| オモニア                     | キプロスの旗     | 2019年6月6日   | 2022年2月28日  | 74   | 39   | 22   | 13   | 052.70 |
| 合計                         | 合計             | 合計           | 合計           | 416  | 188  | 107  | 121  | 045.19 |

## 獲得タイトル
クラブ
ブラックバーン・ローヴァーズFC
- プレミアリーグ : 1994–95[19]
- フットボールリーグカップ : 2001-02[20]

マンチェスター・ユナイテッドFC
- プレミアリーグ : 1998-99, 1999-2000[19]
- FAカップ : 1998-99
- FAコミュニティ・シールド : 1997
- UEFAチャンピオンズリーグ : 1998-99
- インターコンチネンタルカップ : 1999